# Reality Z
Reality Z é uma série de televisão de terror brasileira coproduzida pela Netflix e pela Conspiração Filmes, sendo lançada pelo serviço de streaming em 10 de junho de 2020. É uma versão da série britânica Dead Set, sendo adaptada por Cláudio Torres e João Costa, com direção de Torres.

## Premissa
No auge do sucesso do reality show Olimpo – onde estavam confinados TK, Jéssica, Augusto, Marcos, Verônica, Madonna e Cleide – um apocalipse zumbi toma conta do Rio de Janeiro e os estúdios do programa se tornam o único local seguro, obrigando todos ali dentro a permanecerem enclausurados. Chocada com a situação, a produtora Nina tenta lutar pela própria vida e daqueles que estão próximos, porém não só precisa enfrentar as criaturas que tentam adentrar o local, como também a ganância do diretor Brandão e a chegada do deputado Levi, que quer impor suas próprias regras.

## Elenco

### Principal
| Ator/Atriz        | Personagem            |
| ----------------- | --------------------- |
| Ana Hartmann      | Nina                  |
| João Pedro Zappa  | TK                    |
| Ravel Andrade     | Léo Schmidt           |
| Carla Ribas       | Ana Schmidt           |
| Emílio de Mello   | Deputado Alberto Levi |
| Guilherme Weber   | Brandão               |
| Luellem de Castro | Teresa                |
| Pierre Baitelli   | Cabo Robson           |
| Jesus Luz         | Lucas                 |
| Hanna Romanazzi   | Jéssica               |
| Leandro Daniel    | Augusto               |
| Gabriel Canella   | Marcos                |
| Natália Rosa      | Verônica              |
| Wallie Ruy        | Madonna               |
| Arlinda Di Baio   | Cleide                |
| Julia Ianina      | Drª. Cristina         |

### Participações especiais
| Ator/Atriz       | Personagem          |
| ---------------- | ------------------- |
| Sabrina Sato     | Divina              |
| Leda Nagle       | Nora Werneck        |
| Cinnara Leal     | Clara               |
| Priscila Assum   | Bárbara             |
| Teca Pereira     | Vó Norma            |
| Erom Cordeiro    | Marcelo             |
| Bruno Bellarmino | Tysson              |
| Saulo Arcoverde  | Eric                |
| Thelmo Fernandes | Peixe               |
| Mariah de Moraes | Produtora do Olimpo |
| Charles Fricks   | Dr. Fábio Lima      |
| André Dale       | José Peixoto        |
| Enzo Romani      | Bala                |
| Thiago Justino   | Sargento Cardoso    |
| Ramon Francisco  | Policial Mello      |
| Arlyson Gomes    | Samuel              |

## Episódios
Os episódios da série:
| N.º | Título              | Dirigido por   | Escrito por               | Exibição original   |
| --- | ------------------- | -------------- | ------------------------- | ------------------- |
| 1 | "Olimpo"            | Cláudio Torres | Cláudio Torres João Costa | 10 de junho de 2020 |
| É noite de eliminação, mas um repentino ataque de zumbis faz toda a equipe de produção procurar desesperadamente por abrigo.                         |                     |                |                           |                     |
| 2 | "O Programa Acabou" | Cláudio Torres | Cláudio Torres João Costa | 10 de junho de 2020 |
| No Olimpo, os confinados não acreditam em Nina. Na cidade, Ana e Léo avaliam as opções. O estado de Cleide piora rapidamente.                        |                     |                |                           |                     |
| 3 | "Supermercado"      | Cláudio Torres | Cláudio Torres João Costa | 10 de junho de 2020 |
| Nina, TK e Marcos saem para procurar remédio. Brandão e Jessica ficam presos em um dos cômodos e não conseguem se aturar. Ana e Leo pegam a estrada. |                     |                |                           |                     |
| 4 | "Zeus"              | Cláudio Torres | Cláudio Torres João Costa | 10 de junho de 2020 |
| Brandão e Jessica enfrentam Divina. Os confinados avaliam a situação. Ana e Léo precisam negociar com os policiais que escoltam Levi.                |                     |                |                           |                     |
| 5 | "O Fim"             | Cláudio Torres | Cláudio Torres João Costa | 10 de junho de 2020 |
| Brandão toma uma atitude que põe todo mundo em risco. A viatura de Levi e atacada. Jessica tenta ajudar Nina pela sala de controle.                  |                     |                |                           |                     |
| 6 | "Wild Thing"        | Cláudio Torres | Cláudio Torres João Costa | 10 de junho de 2020 |
| Teresa e Robson se arriscam. Léo conta a Teresa sobre o passado de Ana. O grupo encontra uma horda de zumbis dentro do Olimpo, mas Ana tem um piano. |                     |                |                           |                     |
| 7 | "O Chamado"         | Cláudio Torres | Cláudio Torres João Costa | 10 de junho de 2020 |
| Ana luta contra o tempo para tentar alguma comunicação com o mundo lá fora. O grupo precisa decidir se aceita a entrada de outros sobreviventes.     |                     |                |                           |                     |
| 8 | "O Futuro"          | Cláudio Torres | Cláudio Torres João Costa | 10 de junho de 2020 |
| Sem muita opção, Ana se arrisca em nome de todos. O poder sobe a cabeça de Levi. Teresa e Léo se aproximam.                                          |                     |                |                           |                     |
| 9 | "O Portão"          | Cláudio Torres | Cláudio Torres João Costa | 10 de junho de 2020 |
| Tereza questiona os métodos de Levi. Robson se rebela. Em minoria, o grupo precisa conquistar território.                                            |                     |                |                           |                     |
| 10 | "Sejam Humanos"     | Cláudio Torres | Cláudio Torres João Costa | 10 de junho de 2020 |
| Os sobreviventes ficam na linha de fogo entre o comportamento dissimulado de Levi e a milícia tentando tomar o controle.                             |                     |                |                           |                     |

## Produção

### Desenvolvimento
Em 24 de abril de 2019, a série foi anunciada por Charlie Brooker, criador de Dead Set no painel da Netflix no evento Rio2C (Rio Creative Conference) de 2019. Um teaser com Ted Sarandos, chefe de conteúdo da Netflix, convencendo a apresentadora Sabrina Sato de que não há nenhum problema acontecendo na atração foi lançado no mesmo dia nas mídias sociais da Netflix Brasil para anunciar a série.

### Seleção do elenco
Paralelamente ao anúncio inicial da série, foi informado que os atores Guilherme Weber, Jesus Luz, Ana Hartmann, Emílio de Mello, Carla Ribas, Luellem de Castro, Ravel Andrade e Wallie Ruy, fariam parte do elenco, tendo Sabrina Sato como convidada especial.

## Recepção
A série foi comparada por parte do público à The Walking Dead, embora seja uma versão de Dead Set, lançada dois anos antes da citada.